# 先正達

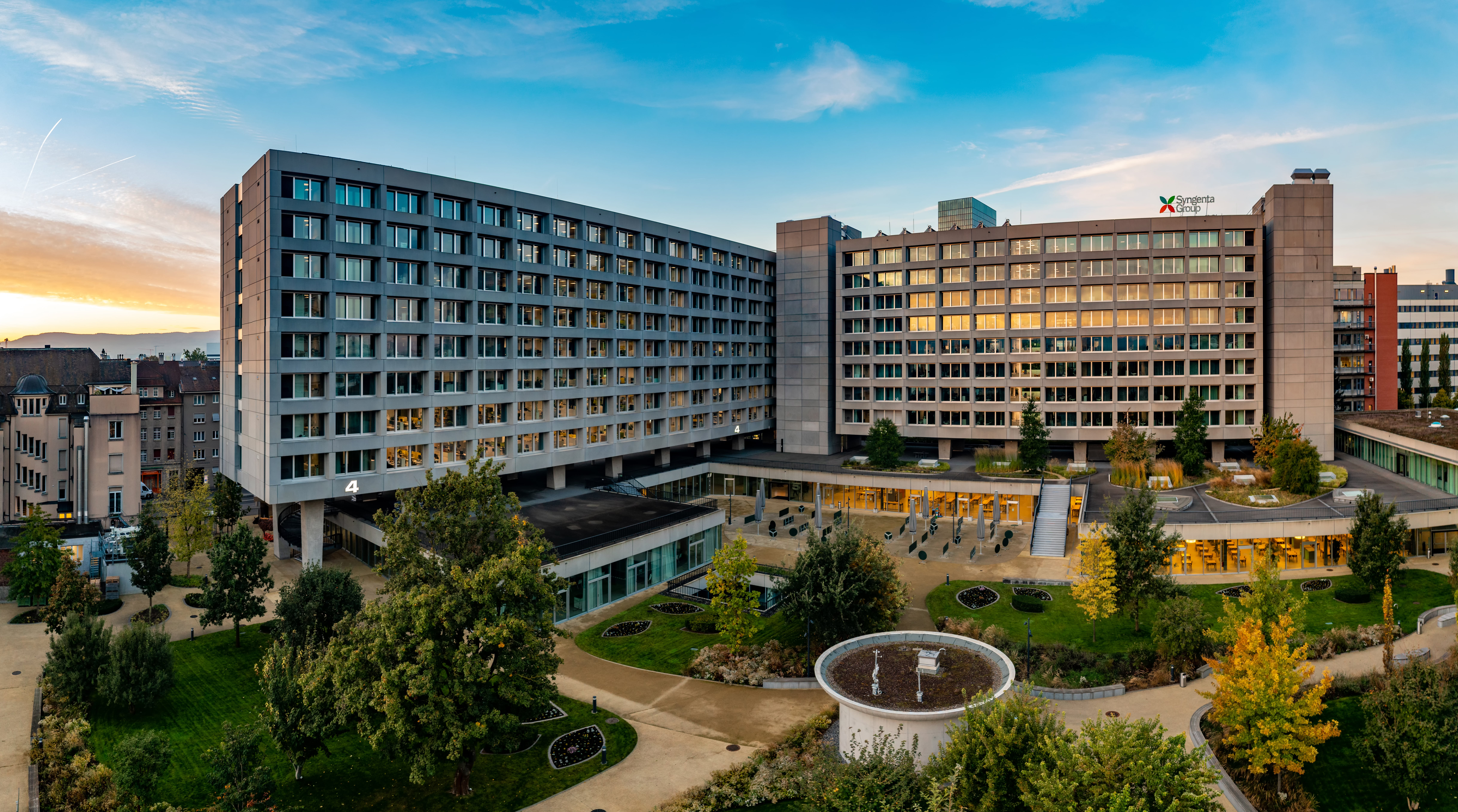
位于瑞士巴塞尔的集团总部

先正達（英語：Syngenta AG）是成立于2020年的跨国公司，總部位於瑞士巴塞爾，目前為中国化工集团所有。主要產品包括殺蟲劑、選擇性除草劑、非選擇性除草劑、殺菌劑、殺蟲劑，以及玉米、大豆和生物燃料。2011年道瓊斯可持續發展指數將先正達評為全球表現最佳的化工公司之一。然而，該公司一直存在爭議，主要是由於其主要業務：銷售有毒化學品，以及這些化學品對環境的影響。但也因為其在遊說方面的投資。

## 歷史
2000年由諾華公司和農用化學品製造商捷利康合併而成，目前是全球最大的農藥生產商。先正達的業務遍及全球90多個國家和地區，擁有員工2萬1000人，並分別在瑞士證券交易所和紐約股票交易所上市。2014年先正達的銷售額達151億美元，其中半數來自新興經濟體。
2016年2月先正達宣布中國化工出价430億美元提议收購，2017年6月7日完成收購。2023年6月16日，先正达在上海证券交易所的IPO申请获通过。